# Jesse Wijnen
Jesse Wijnen (Heerlen, 15 december 1994) is een Nederlands profvoetballer die doorgaans speelt als verdedigende middenvelder. In juli 2022 verliet hij Sporting Hasselt.

## Clubcarrière
Wijnen speelde in de jeugd van EHC en stapte later over naar Roda JC. Hier werd hij op jonge leeftijd opgenomen in de jeugdopleiding en doorliep hier alle jeugdteams om uiteindelijk op 17-jarige leeftijd aan te sluiten bij de selectie. In de zomer van 2014 werd hij voor een half jaar verhuurd aan MVV Maastricht. Wijnen debuteerde voor de Maastrichtse club op 31 augustus 2014, toen met 2–0 verloren werd van Roda. In de zomer van 2015 verliet de verdediger Roda voor een kortstondig avontuur in Duitsland waarna hij ging spelen voor EHC. Hier raakte Wijnen na een jaar ernstig geblesseerd met een gescheurde patellapees en kruisband, gebroken scheenbeen en schade aan de meniscus tot gevolg. Ruim achttien maanden later maakt hij zijn rentree. In de zomer van 2017 verkaste Wijnen naar het Belgische Spouwen-Mopertingen. Na een uiterst succesvol eerste anderhalf jaar verlaat hij de club voor een transfer naar Sporting Hasselt. Medio 2022 vertrok hij hier.